# Bezirk Paphos
Der Bezirk Paphos ist ein Bezirk der Republik Zypern im Westen der Mittelmeerinsel Zypern. Der Bezirk ist in vier Stadtbezirke unterteilt: Paphos (Hauptort), Geroskipou, Pegia und Polis Chrysochous. Weitere Dörfer sind z. B. Pano Akourdalia und Terra.
Der Bezirk Paphos ist der einzige Bezirk, auf den die Republik Zypern vollständig die Kontrolle ausübt.

## Geografie
Der Bezirk Paphos liegt im westlichen Teil Zyperns. Im Osten grenzt es an den Bezirk Limassol und den Bezirk Nikosia.
Der Bezirk hat eine Fläche von 1396 km², entsprechend 15,09 % der Insel. Die Küsten sind gekennzeichnet durch Buchten, Kaps und kleinere Halbinseln. So erstreckt sich im Westen des Bezirks die unbesiedelte und unter Schutz stehende Halbinsel Akamas, an der sich auch der westlichste Punkt Zyperns befindet. Fast die gesamte Nordküste liegt an der Bucht von Chrysochou. Der Bezirk ist in drei geographische Regionen unterteilt: die Küstenregion, die hügelige Region und die Gebirgsregion.

## Gemeinden

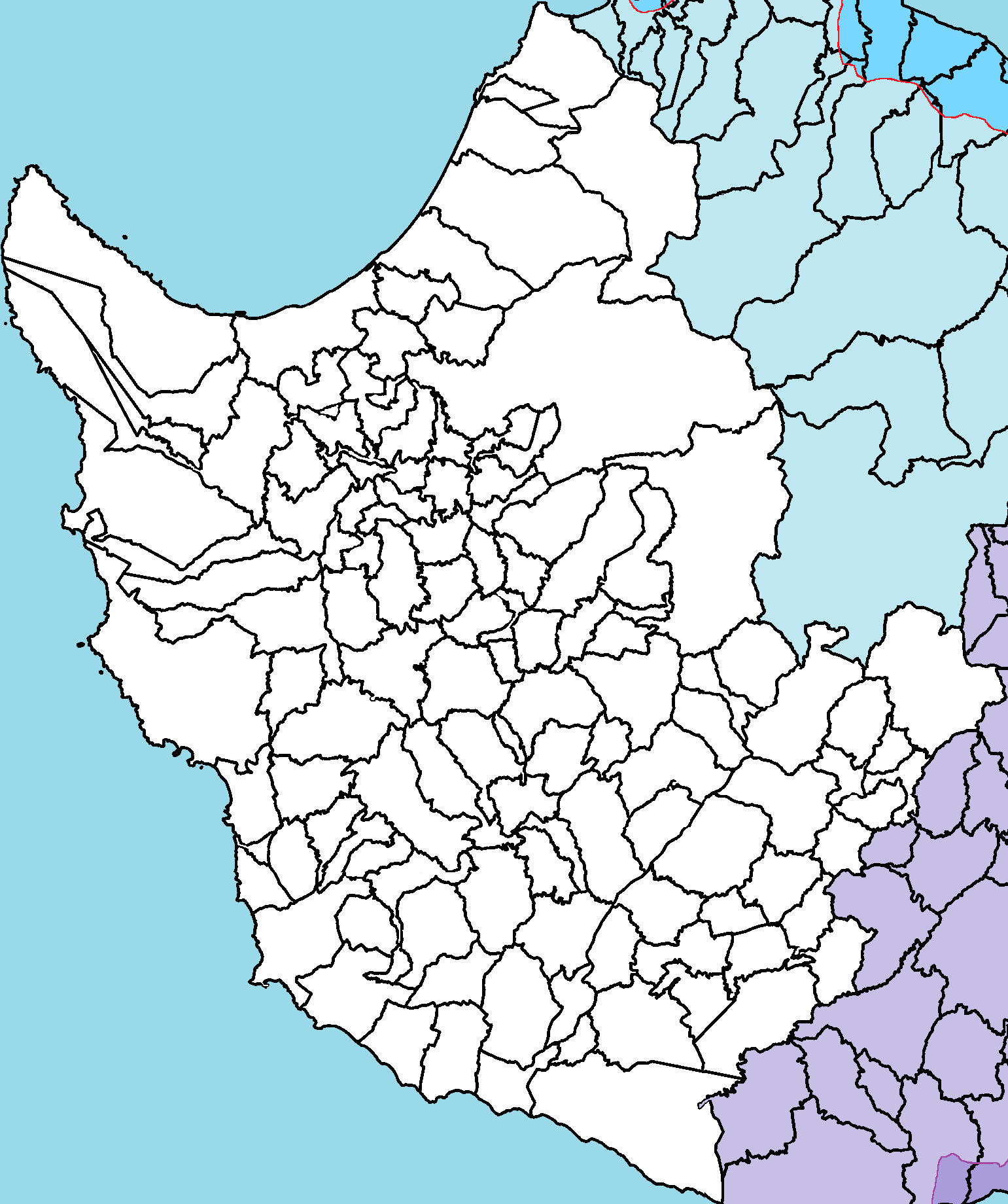
Der Bezirk Paphos unterteilt in Gemeinden

Laut Statistischem Dienst der Republik Zypern besteht der Bezirk Paphos aus 4 Städten und 121 Gemeinden. Städte sind fett dargestellt.
- Achelia
- Agia Marina Chrysochous
- Agia Marina Kelokedaron
- Agia Marinouda
- Agia Varvara
- Agios Dimitrianos
- Agios Georgios
- Agios Ioannis
- Agios Isidoros
- Agios Nikolaos
- Akoursos
- Amargeti
- Anadiou
- Anarita
- Androlikou
- Argaka
- Arminou
- Armou
- Asprogia
- Axylou
- Chlorakas
- Choletria
- Choli
- Choulou
- Chrysochou
- Drousia
- Drymou
- Eledio
- Emba
- Episkopi
- Evretou
- Falia
- Fasli
- Fasoula
- Filousa Chrysochous
- Filousa Kelokedaron
- Finikas
- Fyti
- Galataria
- Geroskipou
- Gialia
- Giolou
- Goudi
- Inia
- Kallepia
- Kannaviou
- Karamoullides
- Kathikas
- Kato Akourdalia
- Kato Arodes
- Kedares
- Kelokedara
- Kidasi
- Kili
- Kilinia
- Kios
- Kissonerga
- Konia
- Kouklia
- Kourdaka
- Kritou Marottou
- Kritou Tera
- Kynousa
- Lapithiou
- Lasa
- Lemona
- Lemba
- Letymvou
- Livadi
- Loukrounou
- Lysos
- Makounda
- Mamonia
- Mamountali
- Mandria
- Marathounda
- Maronas
- Meladia
- Melandra
- Mesa Chorio
- Mesana
- Mesogi
- Milia
- Miliou
- Mousere
- Nata
- Nea Dimmata
- Neo Chorio
- Nikoklia
- Pano Akourdalia
- Pano Archimandrita
- Pano Arodes
- Pano Panagia
- Paphos
- Pegia
- Pelathousa
- Pentalia
- Peristerona
- Pitargou
- Polemi
- Polis
- Pomos
- Prastio
- Pretori
- Psathi
- Salamiou
- Sarama
- Simou
- Skoulli
- Souskiou
- Statos-Agios Fotios
- Stavrokonnou
- Steni
- Stroumbi
- Tala
- Terra
- Theletra
- Thrinia
- Timi
- Trachypedoula
- Tremithousa
- Trimithousa
- Tsada
- Vretsia
- Zacharia